# Autriche aux Jeux olympiques de 1912
Les sportifs autrichiens ont participé pour la cinquième fois aux Jeux olympiques d'été à Stockholm. Bien que l'Autriche fasse partie de l'Autriche-Hongrie, les résultats des compétiteurs autrichiens sont séparés de ceux des Hongrois et des Tchèques.
Avec quatre médailles, les autrichiens se sont classés à la dix-septième place des nations au tableau des médailles.

## Liste des médaillés autrichiens

### Médailles d'argent
| Sport                  | Discipline           | Sportifs | Performance |
| Médailles d'argent : 2 |                      | |             |
| Escrime                | Sabre par équipe (H) | Richard Verderber Otto Herschmann Rudolf Cvetko Friedrich Golling Andreas Suttner Albert Bogen Reinhold Trampler |             |
| Tennis                 | Double messieurs     | Felix Pipes Arthur Zborzil                                                                                       |             |

### Médailles de bronze
| Sport                   | Discipline                      | Sportifs                                                     | Performance  |
| Médailles de bronze : 2 |                                 |                                                              |              |
| Escrime                 | Fleuret individuel (H)          | Richard Verderber                                            |              |
| Natation                | Relais 4 × 100 m nage libre (F) | Margarete Adler Klara Milch Josephine Sticker Berta Zahourek | 6 min 17 s 0 |

## Sources
- (en) Cet article est partiellement ou en totalité issu de l’article de Wikipédia en anglais intitulé « Austria at the 1912 Summer Olympics » (voir la liste des auteurs).